# فانگ وان-لینگ
فانگ وان لینگ (زاده ۱ دسامبر ۱۹۹۹) یک وزنه‌بردار تایوانی است. او نماینده چین تایپه در المپیک تابستانی ۲۰۲۰ توکیو بود. او در وزن ۴۹ کیلوگرم زنان به مقام چهارم دست یافت.
او در سال ۲۰۱۸ در بازی‌های آسیایی اندونزی و در مسابقات ۴۸ کیلوگرم بانوان شرکت کرد. او در این مسابقات در جایگاه ششم قرار گرفت او همچنین در مسابقات قهرمانی جهان ۲۰۱۸ عشق آباد و در وزن ۴۹کیلوگرم زنان شرکت کرد.
در سال ۲۰۲۱، او در مسابقات وزنه‌برداری قهرمانی آسیا ۲۰۲۰ که در تاشکند برگزار شد در وزن ۴۹ کیلوگرم شرکت و به مقام ششم دست یافت.